# Гарден-Сіті-Саут (Нью-Йорк)
Гарден-Сіті-Саут (англ. Garden City South) — переписна місцевість (CDP) в США, в окрузі Нассау штату Нью-Йорк. Населення — 4119 осіб (2020).

## Географія
Гарден-Сіті-Саут розташований за координатами 40°42′44″ пн. ш. 73°39′38″ зх. д. / 40.71222° пн. ш. 73.66056° зх. д. (40.712115, -73.660449).  За даними Бюро перепису населення США в 2010 році переписна місцевість мала площу 1,05 км², уся площа — суходіл.

## Демографія
Згідно з переписом 2010 року, у переписній місцевості мешкали 4024 особи в 1384 домогосподарствах у складі 1065 родин. Густота населення становила 3843 особи/км².  Було 1429 помешкань (1365/км²).
Расовий склад населення:
| - 89,6 % — білих - 5,7 % — азіатів - 1,0 % — чорних або афроамериканців - 0,2 % — вихідців з тихоокеанських островів - 0,2 % — корінних американців - 2,1 % — осіб інших рас |

До двох чи більше рас належало 1,2 %. Частка іспаномовних становила 7,9 % від усіх жителів.
За віковим діапазоном населення розподілялося таким чином: 22,2 % — особи молодші 18 років, 61,4 % — особи у віці 18—64 років, 16,4 % — особи у віці 65 років та старші. Медіана віку мешканця становила 41,9 року. На 100 осіб жіночої статі у переписній місцевості припадало 91,1 чоловіків;  на 100 жінок у віці від 18 років та старших — 89,2 чоловіків також старших 18 років.
Середній дохід на одне домашнє господарство  становив 134 315 доларів США (медіана — 106 935), а середній дохід на одну сім'ю — 145 565 доларів (медіана — 115 737). Медіана доходів становила 71 901 долар для чоловіків та 56 250 доларів для жінок. За межею бідності перебувало 5,1 % осіб, у тому числі 2,4 % дітей у віці до 18 років та 2,9 % осіб у віці 65 років та старших.
Цивільне працевлаштоване населення становило 2189 осіб. Основні галузі зайнятості: освіта, охорона здоров'я та соціальна допомога — 23,7 %, мистецтво, розваги та відпочинок — 12,7 %, виробництво — 8,9 %, роздрібна торгівля — 8,2 %.